# Benjamin Damman
Benjamin Louis Auguste Damman, né à Dunkerque le 26 janvier 1835 et mort à Neuilly-sur-Seine le 7 juillet 1921, est un peintre-graveur français.

## Biographie
Benjamin Damman fréquente les ateliers des peintres Robert-Fleury, Gleyre et du graveur aquafortiste Charles Jules Waltner. Il fait sa première apparition au Salon de Paris en 1868 pour un portrait d'enfant puis l'année suivante, pour une nouvelle composition peinte. Ce n'est qu'en 1877 qu'il revient au Salon pour cette fois une série d'eaux-fortes, dont des interprétations de Díaz, présentant également des compositions destinées à la revue L'Art. Il livre également des eaux-fortes à la Gazette des beaux-arts (Salon de 1879).

La Bergerie (eau-forte, 1885), Cleveland Museum of Art.

Damman présente au Salon des artistes français chaque année, entre 1880 et 1912, des eaux-fortes. Il est l'un des interprètes de Jean-François Millet. Il devient sociétaire du Salon en 1887. Cette même année, il décroche la médaille d'or en gravure au Salon des arts graphique de Vienne. Présent dans la section gravure durant l'Exposition universelle de Paris en 1900, il obtient la médaille de bronze. Début 1900, il est sollicité pour la gravure des premiers timbres destinés au Congo français, la « série Panthère », mais son nom ne sera pas retenu, après d'obscurs problèmes entre l'État et Achille Chassepot, l'imprimeur commandité,,. On lui doit aussi une série pour la Côte française des Somalis (1902), Madagascar (5 centimes vert, 1903), et le Danemark (10 øre rouge, 1904).
Damman eut une certaine notoriété à Londres dans les années 1880, publié par la revue The Portfolio, y donnant des eaux-fortes originales inspirées et y illustrant des ouvrages entre autres publiés par Scribner.
Dans Le Journal des arts du 4 janvier 1922, un hommage posthume lui est rendu par la Société des artistes français.

## Ouvrage illustrés
- Molière,  L'impromptu de Versailles ; Le Bourgeois gentilhomme ; précédés d'une notice par P. Regnier, et d’Un à-propos en vers, par François Coppée, Jouaust - Librairie des bibliophiles / Paul Ollendorff, 1880.
- (en) Laurence Sterne, The Life and Opinions of Tristram Shandy, huit eaux-fortes, Londres, Nimmo & Bain, 1883.
- (en) La Bruyère, The Characters. Newly rendered into English, six portraits gravés, Londres, Scribner, 1885.
- (en) Edward Herbert de Cherbury, The Autobiography. With Introduction, Notes, Appendices, and a Continuation of the Life by Sidney L. Lee, 48 gravures, Londres, John C. Nimmo, 1886.